# Anne de Brunswick-Grubenhagen
Anne de Brunswick-Grubenhagen (1414 - 4 avril 1474) est duchesse consort de Bavière-Munich de 1438 à 1460.

## Biographie
Anne est la fille d'Éric de Brunswick-Grubenhagen, duc de Brunswick-Lunebourg et prince de Grubenhagen, et de son épouse Élisabeth de Brunswick-Göttingen (bg), fille d'Othon Ier de Brunswick-Göttingen et de Marguerite de Berg. Elle épouse le 22 janvier 1437 à Munich Albert III de Bavière, duc de Bavière, dont neuf enfants :
- Jean IV de Bavière, duc de Bavière-Munich en 1460 ;
- Ernest (1438-1460)
- Sigismond de Bavière, duc de Bavière-Munich de 1463 à 1467 en compétition avec son frère Albert
- Albert (1440-1445)
- Marguerite de Bavière (1442-1479), épouse en 1463 le marquis Frédéric Ier de Mantoue. Ils sont les grands-parents maternels du connétable Charles III de Bourbon ;
- Élisabeth (1443-1484), épouse en 1460 l'électeur Ernest Ier de Saxe ;
- Albert IV de Bavière (1447-1508), duc de Bavière-Munich puis duc de Bavière réunifiée.
- Christophe le Fort (1449–1493);
- Wolfgang (1451–1514);.

Elle épouse en février 1463 à Munich Frédéric III de Brunswick-Calenberg-Göttingen, futur prince de Göttingen et de Calenberg mais divorce en 1467.